# Vulkanikus törmelékár

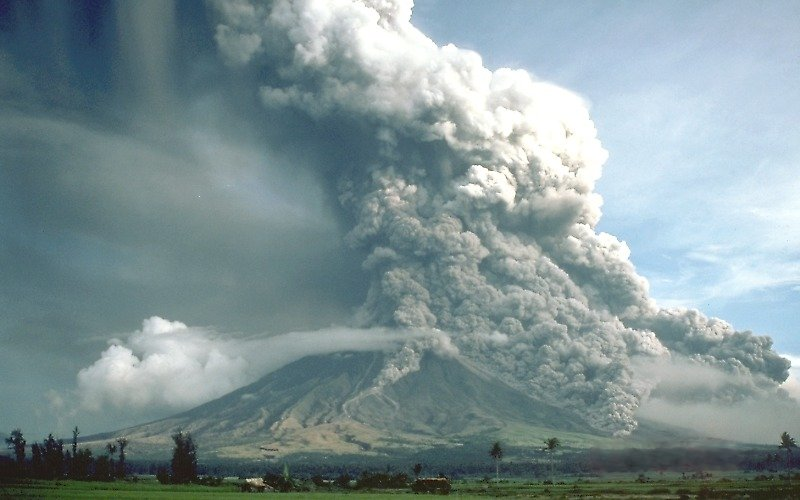
Vulkanikus törmelékár a Mayon-vulkán kitörésénél

A vulkanikus törmelékár egy gyorsan mozgó, félfolyékony törmeléklavina, amely forró gázokat és olvadt kőzeteket, valamint tefrát tartalmaz, amely akár 700 km/h sebességgel is száguldhat lefelé a vulkán oldalán. A benne lévő gázok hőmérséklete elérheti az 1000 °C-ot is. A törmelékár a felszínen lefelé haladva a gravitációnak engedelmeskedve folyik le a hegyoldalról. Sebessége függ a benne található anyagok sűrűségétől, folyékonyságától, illetve a hegyoldal dőlésszögétől is. A vulkanikus törmelékár a robbanásos vulkánkitörések egyik legpusztítóbb jelensége.

## Külföldi elnevezésének eredete
Az angol pyroclast szó első tagja a görög πῦρ, azaz "tűz" jelentésű szóból ered, míg a második tag a görög κλαστός, azaz "darabokra tört, törmelék" szóból eredeztethető.
A francia elnevezés nuée ardente az "izzó felhő" jelentést takarja, amelyet a Mont Pelée vulkán 1902-es kitörésekor alkottak, mivel a vulkán oldalában végigömlő törmelékár a benne lévő izzó anyagok miatt vörösen izzott az éjszakában.
Azokat a vulkanikus törmelékárakat, amelyek jóval nagyobb arányban tartalmaznak gázokat, mint sziklákat, azokat teljesen felhígított vulkáni törmelékfolyamoknak szokták hívni. Ez az alacsonyabb sűrűségi állapot lehetővé teszi, hogy a törmelékár átbukjon az esetlegesen útjába kerülő hegygerinceken és párkányokon. Ezen törmelékárak azonban tartalmazhatnak vízgőzt, vizet, illetve sziklákat is, amelyek 250 °C foknál hidegebbek, amelyeket "hideg vulkanikus törmelékáraknak" nevezünk, jóllehet hőmérsékletük még így is elég magas. Ilyen hideg vulkanikus törmelékárak akkor jönnek létre, amikor a kitörés egy sekély vizű tó, vagy tenger aljáról indul el. A törmelékáraknak teljesen folyékonyak lehetnek az elülső részei, mint, amilyen a Mount Pelée 1902-es kitörésénél is előfordult, amely elborította és maga alá temette Saint-Pierre városát, kioltva 30000 ember életét.

## Kialakulásának okai

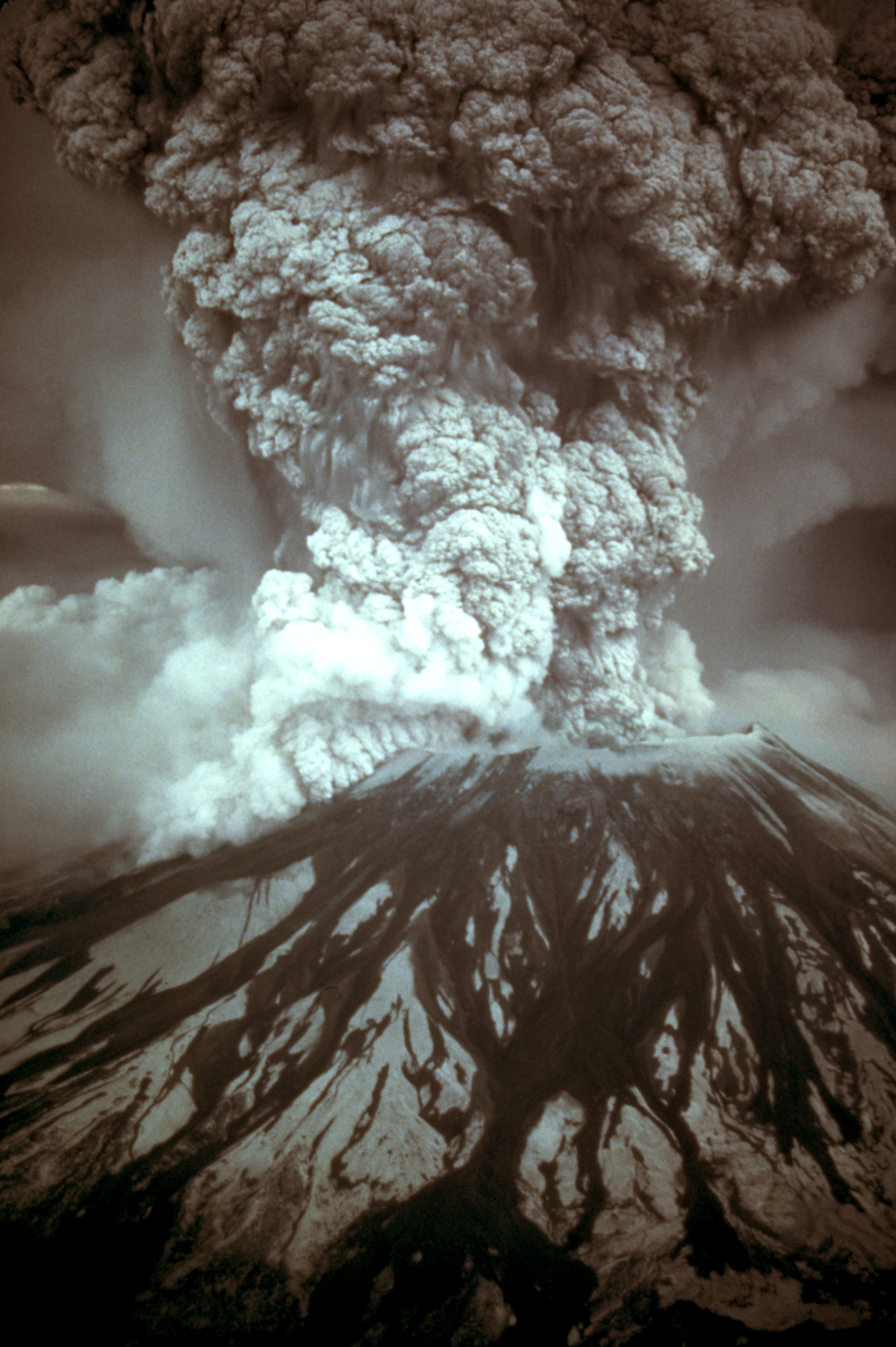
Vulkanikus törmelékár a Mount St. Helens 1980-as kitörésénél

Számtalan tényező van, amely hozzájárul a vulkanikus törmelékár kialakulásához:
- A vulkánkitörés kitörési oszlopának magába roskadása okozhat törmelékárt, amikor is a már magasba és többnyire függőleges irányban feljutott vulkáni hamu, gázok és egyéb anyagok hirtelen visszaesnek a vulkánra, illetve a környező vidékre. Ilyen eset történik az úgy nevezett Pliniusi kitörés esetén is, amikor a függőlegesen kilövellt vulkáni anyag fent szétterült, majd visszahullott a környező vidékre.
- A lávadugó összeomlása, amely törmeléklavinát indíthat el a hegyoldalban, mint, amilyen a Soufrière-hegy 1997-es kitörése volt, Montserrat közelében.
- A vulkáni hegy felrobbanása is okozhat vulkanikus törmelékáradatot, mint, amilyen a Mount St. Helens 1980-as kitörése is volt.

## Mérete és hatásai
A kilövellt vulkáni anyagok mennyiségétől függően a vulkáni törmelékár lehet mindössze néhány köbkilométeres, illetve, akár több ezer köbkilométeres mennyiségű is. A nagyobbak közülük akár több száz kilométert is megtehetnek, jóllehet ilyenre az elmúlt százezer év során nemigen akadt példa. A leggyakrabban a vulkáni törmelékárak mindössze néhány tíz köbkilométernyi anyagot tartalmaznak, amelyek csak pár kilométert tesznek meg a felszínen haladva, mielőtt megállnának. A törmelékárak általában két összetevőből állnak, melyből az egyik a lávafolyam, míg a másik a hamucsóva.

## Fordítás
Ez a szócikk részben vagy egészben  a   Pyroclastic flow című angol Wikipédia-szócikk fordításán alapul.  Az eredeti cikk szerkesztőit annak laptörténete sorolja fel. Ez a jelzés csupán a megfogalmazás eredetét és a szerzői jogokat jelzi, nem szolgál a cikkben szereplő információk forrásmegjelöléseként.